# Campolattaro
Campolattaro är en ort och kommun i provinsen Benevento i regionen Kampanien i Italien. Kommunen hade 1 033 invånare (2017).